# 知床峠

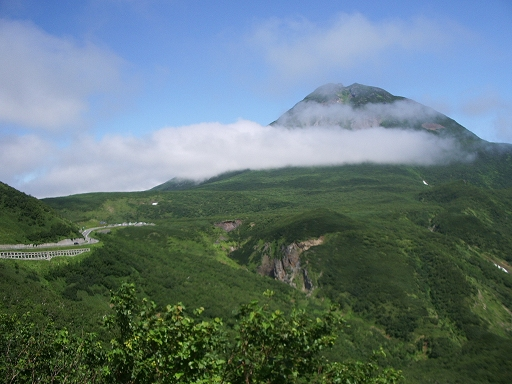
知床峠と羅臼岳（2005年8月）

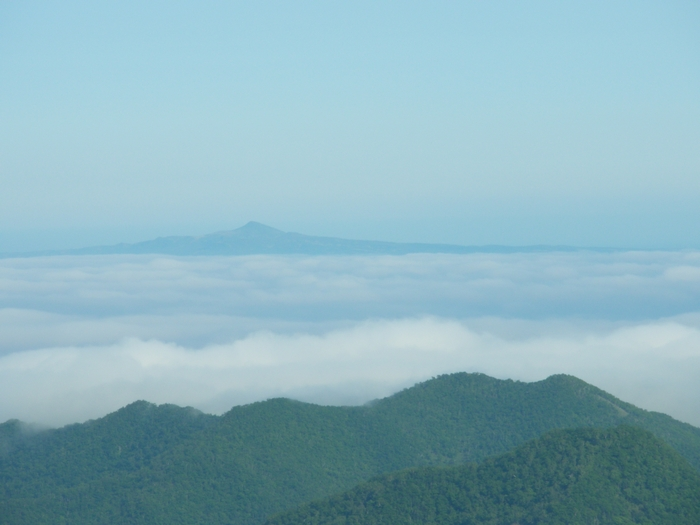
知床峠から望む国後島（2008年6月）

知床峠（しれとことうげ）は、北海道目梨郡羅臼町と斜里郡斜里町の境にある国道334号の峠。標高738m。根室振興局とオホーツク総合振興局の境界にもなっている。
冬期間（概ね10月下旬～4月下旬）は延長23.8kmの区間が通行止めとなる。

## 概要
知床半島を横切っており、知床横断道路と呼ばれる。羅臼～斜里間の経済・文化の交流、世界遺産「知床」や道東の広域観光道路として利用されている。
気候の変化が著しく、雪崩や崖崩れなど道路管理に厳しい条件となっているため、降雪により北海道内の国道で唯一通行止めになる。知床峠の除雪作業や開通のニュースは、北海道の春の風物詩となっている。
峠は知床の原生林を見渡す位置にあり周辺は世界有数のヒグマの生息地でもある。知床峠駐車場があり、ビューポイントになっている。峠からの眺めは知床八景の1つに選ばれており、羅臼岳やハイマツの樹海、天候が良ければ北方領土国後島も望むことができる。
峠頂上部より羅臼側標高650m地点は見返り峠と呼ばれており、ヘアピンカーブ（つづら折れ）が続いている。

## 歴史
羅臼町広報誌内の「知床横断道路の歴史」を参照。
- 1907年（明治40年）、植別村（現・羅臼町）戸長が村内有志とともに岩尾別から羅臼までを踏査した。

戦時中は軍用道路として羅臼からウトロまで歩道程度の道が開削されていた。
- 1949年（昭和24年）、村田吾一村長が羅臼ルサから斜里町ルサ～ウトロに通じる道路の開削を北海道に陳情。

その後、ウトロ・羅臼の魚田開発事業が進む中で羅臼岳経由ルートでの開削を両町で陳情。
- 1959年（昭和34年）、網走・釧路開発建設部、斜里・羅臼両町関係者一行53名で実地調査を行う。
- 1963年（昭和38年）、開発道路に指定され、ウトロ側から着工。翌年には羅臼側からも着工された。
- 1964年（昭和39年）、「知床国立公園」に指定[8]。
- 1972年（昭和47年）、一般道道に昇格。
- 1975年（昭和50年）、国道に昇格（国道334号）。
- 1980年（昭和55年）、開通。
- 2005年（平成17年）、知床が「世界自然遺産」に登録[9][10]。